# ヘリサービス
株式会社ヘリサービスは、栃木県にある栃木ヘリポートに本社を置く航空事業を行う企業。

## 沿革
| 2008年 11月21日 | (株)ヘリサービスとして設立。 |

## 主な拠点・グループ企業

### 航空事業
- 航空事業本社 栃木県芳賀郡芳賀町芳賀台128番地1栃木ヘリポート内

## 機材

### ヘリコプター
- ベル 206B型機 - 7機
- ベル 505型機 - 2機
- AS350B型機 - 1機

## 備考
- ICAO航空会社コードはHSC
- カンパニー周波数は123.50MHz。